# Gerd Michael Henneberg
Gerhard Michael Henneberg (Maagdenburg, 14 juli 1922 – Berlijn, 1 januari 2011) was een Duits acteur en theaterdirecteur. Gerhard Henneberg groeide op in DDR. Hij is bekend om zijn vertolkingen van Wilhelm Keitel in alle Tweede Wereldoorlog-films van de regisseur Yuri Ozerov en om diverse gastoptredens in de populaire krimi-drama Polizeiruf 110.

## Biografie
Gerd Michael Henneberg werd geboren als zoon van Richard Henneberg (1897-1959), een acteur en theaterregisseur. Zijn grootvader van vaderskant was de sociaaldemocraat Friedrich Henneberg (1872-1952), die na 1945 de oudste voorzitter was van het eerste stadsparlement van Maagdenburg. Na privélessen in acteren maakte Gerd Michael Henneberg op 16-jarige leeftijd in 1937 zijn opwachting in Leipzig. Na optredens in Aschaffenburg en in het Deutsches Nationaltheater in Weimar (waaronder de heropening van Faust I in 1948) verhuisde hij naar Berlijn. Daar trad Henneberg op als acteur in het Theater am Schiffbauerdamm en de Volksbühne. Vanaf het midden van de jaren 1970 was hij enkele decennia lang een vast lid van het ensemble van het Maxim Gorki Theater in Berlijn. Daar was hij te zien in meer dan 400 voorstellingen van One Flew Over the Cuckoo's Nest in Rolf Winkelgrund's productie als de geïnstitutionaliseerde patiënt Scanlon en in Tony Kushner's politieke satire Slavs! (1995). Een van zijn laatste theaterrollen was die van de factotum Shunderson in de komedie Dr. med. Hiob Prätorius van Curt Goetz met Horst Schulze in de titelrol in de productie van Martin Wölffer in de Komödie Dresden (1997). Op 5 oktober 1960 ontving Henneberg de Preis für künstlerisches Volksschaffen I. Klasse.
In de jaren 1960 werkte Henneberg aanvankelijk als theaterdirecteur bij het Friedrich-Wolf-Theater in Neustrelitz, waar hij met succes de musical My Fair Lady ensceneerde met Doris Abeßer in de titelrol. Na de dood van Heinrich Allmeroth verhuisde hij in februari 1962 naar het Staatstheater van Dresden als algemeen directeur. Nadat producties van verschillende eigentijdse toneelstukken zwaar werden bekritiseerd door de SED-pers, moest hij zich in oktober 1965 publiekelijk verantwoorden door toe te geven dat het Schauspielhaus 'geen beslissende bijdrage had geleverd aan de ontwikkeling van socialistisch drama', dat er geen socialistische auteur verbonden was aan het ensemble en dat Dresden 'terrein en inhoud' had verloren in vergelijking met andere DDR-theaters. In februari 1966 werd Henneberg vervangen door de algemeen directeur van Chemnitz, Hans Dieter Mäde, waarna hij terugkeerde naar Neustrelitz als artistiek directeur (1966-1968), ter vervanging van Julius Theurer, die inmiddels was benoemd.
Naast zijn theaterwerk speelde Henneberg vanaf het midden van de jaren 1950 in meer dan 60 film- en televisieproducties. Een van zijn weinige hoofdrollen was die van Würzburg prins-bisschop Konrad II von Thüngen in de kunstenaarsbiografie Tilman Riemenschneider van Helmut Spieß in 1958. Zijn talrijke bijrollen omvatten zijn vertolking van generaal-veldmaarschalk Wilhelm Keitel in Juri Oserow en Julius Kun's acht uur durende oorlogsepos Befreiung (1969) en optredens in Ulrich Weiß' speelfilm Dein unbekannter Bruder (1982) en in de misdaadserie Polizeiruf 110.

## Privéleven en overlijden
Gerd Michael Henneberg was meerdere keren getrouwd. Een van zijn kinderen (uit zijn huwelijk met actrice en televisiepresentatrice Maria Kühne) is de televisiejournalist Hellmuth Henneberg (* 1958). Gerd Michael Henneberg overleed begin 2011 na een lange, ernstige ziekte op 88-jarige leeftijd.

## Filmografie

### Films
- 1953: Das Stacheltier - Panne
- 1954: Hexen
- 1956: Die Millionen der Yvette
- 1956: Das tapfere Schneiderlein
- 1956: Thomas Müntzer
- 1956: Heimliche Ehen
- 1956: Das Stacheltier - ...und alle, alle kamen
- 1956: Zwischenfall in Benderath
- 1957: Der Fackelträger
- 1957: Spielbank-Affäre
- 1957: Berlin - Ecke Schönhauser
- 1957: Lissy
- 1957: Les sorcières de Salem
- 1957: Die Schönste
- 1957: Die Hexen von Salem
- 1958: Tilman Riemenschneider
- 1959: Messeabenteuer 1999
- 1959: Das Stacheltier - Krawatzke zur Kur
- 1959: Ware für Katalonien
- 1959: Im Sonderauftrag
- 1961: Eine Handvoll Noten
- 1963: Nebel
- 1966: Irrlicht und Feuer
- 1967: Die gefrorenen Blitze
- 1968: Treffpunkt Genf
- 1969: Kein schöner Amt in diesem Land
- 1969: Osvobozhdenie
- 1969: Die Dame aus Genua
- 1969: Die Rosenholzmöbel
- 1969: Das siebente Jahr
- 1969: Verdacht auf einen Toten
- 1971: Osvobozhdenie: Napravleniye glavnogo udara
- 1971: Artur Becker
- 1971: Tod in der Kurve
- 1972: Das Licht der schwarzen Kerze
- 1972: Nakovalnya ili chuk
- 1972: Der Fall des Prinzen von Arenberg
- 1972: Leichensache Zernik
- 1972: Trotz alledem!
- 1972: Schwarzer Zwieback
- 1972: Die Bilder des Zeugen Schattmann
- 1972: Amboß oder Hammer sein
- 1973: Das Licht der schwarzen Kerze
- 1974: Das Geheimnis des Ödipus
- 1974: Die Frauen der Wardins
- 1974: Visa für Ocantros
- 1975: Im Schlaraffenland
- 1976: Keine Hochzeit ohne Ernst
- 1977: Ehe man Ehefrau bleibt
- 1977: Pension Schöller
- 1977: Goldene Zeiten - Feine Leute
- 1978: Fleur Lafontaine
- 1979: Waldfrieden + Gelähmte Schwingen
- 1979: Für Mord kein Beweis
- 1980: Ja, so ein Mann bin ich!
- 1980: Am grauen Strand, am grauen Meer
- 1981: Bürgschaft für ein Jahr
- 1981: Die lange Ankunft des Alois Fingerlein
- 1981: Adel im Untergang
- 1981: Aleksandr malenkiy
- 1982: Melanie van der Straaten
- 1982: Dein unbekannter Bruder
- 1982: Der Lumpenmann
- 1983: Abends im Kelch
- 1983: Chef der Gelehrsamkeit - Wilhelm von Humboldt
- 1983: Die Schüsse der Arche Noah
- 1984: Bärchen sucht den Weihnachtsmann
- 1985: Sachsens Glanz und Preußens Gloria - Aus dem siebenjährigen Krieg
- 1985: Sachsens Glanz und Preußens Gloria: Brühl
- 1985: Bitva za Moskvu
- 1985: Hälfte des Lebens
- 1986: Der Verrückte vom Pleicher-Ring
- 1987: Gold für den König
- 1987: Die Alleinseglerin
- 1987: Bebel und Bismarck
- 1988: Ich liebe dich - April! April!
- 1989: Grüne Hochzeit
- 1989: Testamente
- 1991: Farßmann oder Zu Fuß in die Sackgasse

### Televisieseries
- 1968: Wege übers Land
- 1968, 1972: Kriminalfälle ohne Beispiel
- 1969: Hans Beimler, Kamerad
- 1970: Botschafter morden nicht
- 1970: Jeder stirbt für sich allein (3 afleveringen)
- 1972: Polizeiruf 110 - Minuten zu spät
- 1972: Das Geheimnis der Anden
- 1972: Fernsehpitaval
- 1973: Polizeiruf 110 - Freitag gegen Mitternacht
- 1977: 30 prípadu majora Zemana
- 1980: Unser Mann ist König
- 1980: Archiv des Todes
- 1981: Der Staatsanwalt hat das Wort
- 1983: Der Bastard
- 1984: Front ohne Gnade
- 1985: Der Sohn des Schützen
- 1989: Die gläserne Fackel
- 1990: Polizeiruf 110 - Falscher Jasmin

## Theaterstukken (selectie)
- 1958: Die Kleinbürger (Theater Stralsund; regie)
- 1958: Heiner Müller/Inge Müller: Der Lohndrücker (fascist) – regie: Hans Dieter Mäde (Maxim-Gorki-Theater Berlin)
- 1959: Maxim Gorki: Feinde (accountant Pologij) – regie: Hans Dieter Mäde (Maxim-Gorki-Theater Berlin)
- 1959: Walentin Katajew: Zeit voraus (Literat) – regie: Horst Schönemann (Maxim-Gorki-Theater Berlin)
- 1960: Kein Hüsung (openluchtoptreden in Puchow; regie)
- 1967: Erwin Strittmatter: Die Holländerbraut (Friedrich-Wolf-Theater Neustrelitz); regie
- 1983: Molière: Die gelehrten Frauen (Notarius) – regie: Karl Gassauer (Maxim-Gorki-Theater Berlin)
- 1991: Komiker (Maxim-Gorki-Theater Berlin; acteur)
- 1992: Ghetto (Maxim-Gorki-Theater Berlin; acteur)
- 1993: Ein Volksfeind (Maxim-Gorki-Theater Berlin; acteur)
- 1994: Aus einem anderen Leben. Eine Ermittlung (Maxim-Gorki-Theater Berlin; acteur)
- 1995: Slawen! (Maxim-Gorki-Theater Berlin; acteur)
- 1996: Dr. med. Hiob Prätorius (Komödie Dresden / Staatstheater Dresden; acteur)
- 1999: Schade, daß sie ein Hure ist (Maxim-Gorki-Theater Berlin, acteur)

## Hoorspelen
- 1955: Anna Seghers: Das siebte Kreuz – Regie: Hedda Zinner (DDR-radio)
- 1957: Fritz Gay: Sein letztes Gespräch (Theo) – Regie: Peter Brang (DDR-radio)
- 1960: Richard Groß: Bankrott (dr. Münz) – Regie: Edgar Kaufmann (hoorspel – DDR-radio)
- 1960: Rolf Schneider: Der dritte Kreuzzug oder Die wundersame Geschichte des Ritters Kunifried von Raupenbiel und seine Aventiuren (priester) – Regie: Wolfgang Brunecker (hoorspel – DDR-radio)
- 1969: Fritz Selbmann: Ein weiter Weg (Klink) – Regie: Fritz-Ernst Fechner (hoorspel (8 delen) – DDR-radio)
- 1969: Wolfgang Graetz/Joachim Seyppel: Was ist ein Weihbischof? Oder Antworten zur Akte Defregger – Regie: Edgar Kaufmann (hoorspel – DDR-radio)
- 1970: Hans Pfeiffer: Identifizierung eines unbekannten Toten – Regie: Horst Liepach (hoorspel – DDR-radio)
- 1974: Augusto Boal: Torquemada – Regie: Peter Groeger (hoorspel – DDR-radio)
- 1975: Erik Knudsen: Not kennt kein Gebot oder Der Wille Opfer zu bringen (Pedersen) – Regie: Peter Groeger (hoorspel – DDR-radio)
- 1975: Prosper Merimée: Die Jacquerie – Regie: Albrecht Surkau (hoorspel – DDR-radio)
- 1976: Rudolf Braune: Das Mädchen an der Orga Privat (von Lortzing) – Regie: Barbara Plensat (DDR-radio)
- 1978: Erika Runge: Die Verwandlungen einer fleißigen, immer zuverlässigen und letztlich unauffälligen Chefsekretärin – Regie: Peter Groeger (hoorspel – DDR-radio)
- 1981: Edwin Hoernle: Vom König, der die Sonne vertreiben wollte – Regie: Maritta Hübner (kinderhoorspel – DDR-radio)
- 1983: August Strindberg: Ein Traumspiel – Regie: Peter Groeger (sprookje voor volwassenen – DDR-radio)
- 1984: Oscar Wilde: Der Fischer und seine Seele – Regie: Barbara Plensat (hoorspel – DDR-radio)
- 1994: Horst Bosetzky: Volles Risiko – Regie: Albrecht Surkau (misdaadhoorspel – DLR)